# ويليام لاثام
ويليام لاثام (بالإنجليزية: William Latham)‏ هو فنان رقمي بريطاني، ولد في 1961.